# Обуховка (Северо-Казахстанская область)
Обуховка (каз. Обуховка) — село в Тайыншинском районе Северо-Казахстанской области Казахстана. Входит в состав Драгомировского сельского округа. Находится примерно в 27 км к юго-западу от города Тайынша, административного центра района, на высоте 193 метров над уровнем моря. Код КАТО — 596041400.
возле села разрабатывается Обуховское титан-циркониевое месторождение

## История
Основано в 1909 году переселенцами-украинцами. В годы сталинского режима являлось спецпоселением: в 1936 году в село были привезены поляки, выселенные с приграничных районов Украинской ССР, в 1944 году — ингуши.

## Население
В 1999 году численность населения села составляла 546 человек (267 мужчин и 279 женщин). По данным переписи 2009 года в селе проживало 425 человек (230 мужчин и 195 женщин).

## Инфраструктура
Личное подсобное хозяйство с зоной сельскохозяйственного использования, индивидуальная застройка усадебного типа.
Основа экономики — Обуховский горно-обогатительный комбинат.

## Транспорт
Вблизи села проходит автомагистраль А1 «Астана — Петропавловск».